# Ricardo Garcia
Ricardo Bermudez Garcia, pseud. Ricardo, Ricardinho (ur. 19 listopada 1975 w São Paulo) – brazylijski siatkarz grający na pozycji rozgrywającego. Obecnie od marca 2015 występuje we włoskiej Serie A, w drużynie Cucine Lube Banca Marche Macerata.
W 2007 trener "Canarinhos" Bernardo Rezende odsunął Ricardo od gry w reprezentacji z powodu osobistego konfliktu z zawodnikiem. W 2007 została wydana w Brazylii jego biografia pod tytułem Levantando a Vida. A história de um campeăo chamado Ricardinho. Ma żonę Fabianę oraz dwie córki – starszą dziewięcioletnią Julię i młodszą czteroletnią Biancę.

## Kariera
- 2003–2004: Minas Tenis Club
- 2004–2005: Daytona Modena
- 2005–2008: Cimone Modena
- 2008–2010: Sisley Treviso
- 2010–2013: Vôlei Futuro Araçatuba[2]
- 2013–2015: Vôlei Brasil Maringá
- 2015: Cucine Lube Banca Marche Macerata[3]

## Sukcesy
- Mistrzostwo olimpijskie: 2004
- Wicemistrzostwo olimpijskie: 2012
- Mistrzostwo świata: 2002, 2006
- Puchar Wielkich Mistrzów: 1997, 2005
- Zwycięstwo w Lidze Światowej: 2001, 2003, 2004, 2005, 2006, 2007
- Mistrzostwo Ameryki Południowej: 2001, 2003
- Copa America: 2001

## Nagrody indywidualne
- 1995: Najlepszy rozgrywający mistrzostw świata juniorów
- 2004: Najlepszy rozgrywający igrzysk olimpijskich
- 2005: Najlepszy rozgrywający Copa America
- 2005: Najlepszy rozgrywający Pucharu Wielkich Mistrzów
- 2007: MVP turnieju finałowego Ligi Światowej